# Шиповник красно-бурый
Шипо́вник кра́сно-бу́рый (лат. Rosa rubiginosa) — вид растений из рода Шиповник (Rosa) семейства Розовые (Rosaceae).

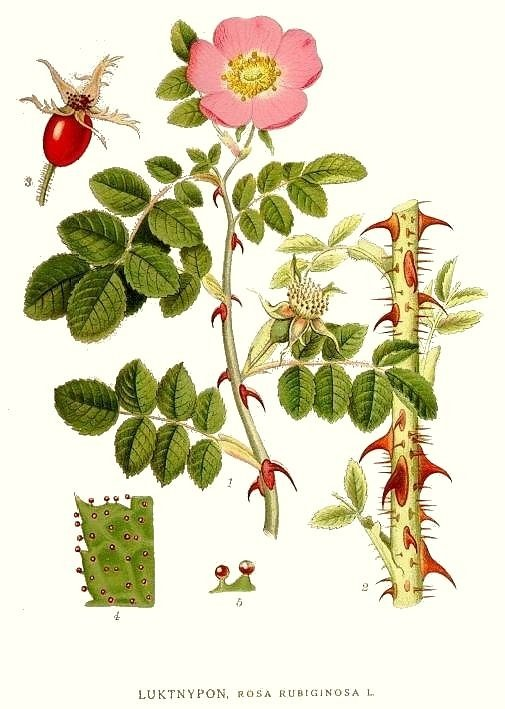

## Название
В литературе встречаются различные русские названия этого вида: «шиповник красно-бурый», «шиповник ржаво-красный», «роза красно-бурая», «роза ржавчинная», «шиповник ржавчинный», «роза эглантерия», «душистый шиповник», «ржавчато-бурая шотландская роза».

## Ботаническое описание
Кустарник средней высоты, 120—150 (до 250) см. Шипы разнотипные: крупные серповидно- или серповидно-изогнутые, при основании сжатые с боков, с расширенным основанием и игловидные или на молодых побегах щетиновидные (на молодых цветущих побегах). 
Средние листья цветоносных побегов 7—12 см длины, преимущественно с 7 листочками (изредка с 5 или 9), зелёные, с сильным яблочным запахом. Главный стержень опушён и густо покрыт желёзками с примесью крючковидно-изогнутых шипиков. Прилистники хорошо развиты, опушённые и с примесью желёзок, особенно снизу и по краю. Листочки мелкие, округло-овальные или яйцевидные, с закруглённым основанием, в среднем 2—2,5 см длины, 1—1,5 см ширины, по краю двояко-желёзисто-пильчатые, сверху почти голые и гладкие или с единично рассеянными желёзками, снизу густо покрыты короткими желёзистыми волосками.
Цветки — бледно-розовые, часто собранные в густые щитки, реже одиночные. Цветоножки желёзисто-щетинистые, до 2 см длины. Чашелистики перистые, снизу желёзисто-щетинистые, сверху густо опушённые, во время покраснения плодов направлены в стороны, частично опадают, реже остаются при зрелых плодах. Головка рылец сидячая, опушённая, 1—1,5 мм высоты. Цветёт в июне—июле. Имеются гибриды с простыми полумахровыми цветками различной окраски.
Плоды красные, щетинистые, преимущественно шаровидные, изредка удлинённо-эллиптические, до 2—2,5 см в диаметре. Плоды также покрыты иголочками и желёзистыми шипиками. Зев плода широкий, около 2 мм в диаметре.
Пентаплоид (2n=35).

## Распространение
Скандинавия, Центральная Европа, Франция, Великобритания, Испания, Италия, Сицилия), Балканский полуостров (Румыния) и Малая Азия, на территории бывшего СССР (Прибалтика, Беларусь, Украина, Крым, Белгородская, Воронежская, Ростовская, Саратовская области).
Растёт по оврагам и склонам гор, часто каменистым, на лесных опушках, обычно в зарослях кустарников.

## Использование
В США в XIX веке культурные сорта роз часто прививали на Rosa rubiginosa, чтобы получить более быстрое укоренение розы на своих корнях. Место прививки заглублялось в почву. Подвой представлял собой по сути вспомогательную корневую систему на время, пока привой не сформировал собственную.
В настоящее время этот вид продолжает использоваться в качестве подвоя некоторыми производителями роз. Его достоинства: лёгкое черенкование и редкое появление прикорневой поросли. На этом подвое хорошо растут Гибриды розы ремонтантной и старые сорта чайно-гибридных роз. Популярен в Великобритании. Согласно другому источнику, розы на подвое из шиповника красно-бурого растут слабо, недолговечны и уступают лучшим формам розы канина.
Используется в качестве декоративного, морозостойкого кустарника. Наиболее известные сорта созданные на основе Rosa rubiginosa: 'Green Mantle' — с розовыми, внутри белыми цветами; 'Bradwardine' — со светло-розовыми цветами; 'Amy Robsart' — с карминными цветами.
Шиповник красно-бурый является перспективным для использования в селекции. Сорта полученные на основе этого вида выделяют в класс Hybrid Eglanteria.
В декоративном отношении особой ценности не представляет. В средней полосе России требует зимнего укрытия. Подвержен грибковым заболеваниям.